# Krstilnica sv. Janeza Krstnika, Siena

Sienska krstilnica sv. Janeza Krstnika (italijansko: Battistero di San Giovanni ) je verska zgradba v Sieni v Italiji. Nahaja se na trgu z istim imenom, blizu zadnjih obočnih pol kora Sienske stolnice.

## Zgodovina
Leta 1317 se je ceh Opera del Duomo odločil, da bo kor stolnice podaljšal za dve obočni poli. Ker pa je bila zadnja stena kora že blizu strmega pobočja, je bil edini način gradnja pod novo stavbo, katere strop je podpiral tla novih kornih obokov stolnice. Zato so se odločili, da bodo zgradili novo krstilnico, ki bo nadomestila staro. Delo je bilo zaupano takratnemu graditelju Camainu di Crescentinu, očetu bolj znanega Tina di Camaina. Dela so bila končana leta 1325.
V letih 1355-1382 je spomenik Domenico di Agostino opremil z marmornato fasado v čistem sienskem gotskem slogu, a so bila dela leta 1382 prekinjena, tako da je bil zgornji del nedokončan, spodnji pa brez zaključka.
V naslednjem stoletju so krstilnico obogatili s krstilnikom, postavljenim v sredino, najdragocenejšim delom celotnega spomenika in delom različnih umetnikov, vključno z Donatellom in Jacopom della Quercia, ter freskami na obokih in na apsidi, ki jih je v glavnem naslikal Lorenzo di Pietro, znan kot il Vecchietta.

## Opis
V notranjosti pravokotne dvorane, razdeljene na glavno in dve stranski ladji z dvema stebroma, je šesterokotna krstilnica iz brona, marmorja in emajla, ki so jo v letih 1417-1431 izvedli glavni kiparji tistega časa: Donatello (plošča Herodova pojedina in kipi  Vera in Upanje), Lorenzo Ghiberti, Giovanni di Turino, Goro di Neroccio in Jacopo della Quercia (kip Janeza Krstnika in druge figure). Plošče predstavljajo življenje Janeza Krstnika in vključujejo:
- Oznanjenje Zahariju, Jacopo della Quercia (1428-1429)
- Rojstvo Janeza Krstnika, Giovanni di Turina (1427)
- Krstnikova pridiga, Giovanni di Turina (1427)
- Jazusov krst, Ghiberti (1427)
- Aretacija Janeza Krstnika, Ghiberti in Giuliano di Ser Andrea
- Herodova pojedina, Donatello (1427

Te plošče na vogalih obdane s šestimi figurami, dve Donatellovi (Vera in Upanje) leta 1429; tri Giovannija di Turina (Pravica, Dobrodelnost in Razumnost, 1431) in Pogum Goro di Ser Neroccia (1431).
Marmorno svetišče na krstilniku je zasnoval Jacopo della Quercia med letoma 1427 in 1429. Pet prerokov v nišah in marmornat kipec Janeza Krstnika na vrhu sta tudi njegova roka. Dva bronasta angela sta Donatellova, trije Giovannija di Turina (šesti je neznanega umetnika).
Freske so Vecchietta in njegove šole (1447–1450, Vera, preroki in sibile), Benvenuto di Giovanni, šola Jacopa della Quercie, morda ena Piera Oriolija. Vecchietta je na steno apside naslikal tudi dva prizora, ki predstavljata Bičanje in Pot na Kalvarijo. Michele di Matteo da Bologna je leta 1477 poslikal freske na oboku apside.
Reliefi na krstilniku:
- Jacopo della Quercia,  Angelovo sporočilo Zahariji
- Giovanni di Turino,
  Janezovo rojstvo
- Giovanni di Turino, Krstnikova pridiga
- Ghiberti,
  Jezusov krst
- Ghiberti,Aretacija Janeza Krstnika
- Donatello, Ples Salome